# بيت الموس (أرحب)

تعديل مصدري - تعديل

بيت الموس هي إحدى قرى عزلة شاكر بمديرية أرحب التابعة لمحافظة صنعاء، بلغ تعداد سكانها 86 نسمة حسب تعداد اليمن لعام 2004.